# Neominniza halophila
Espèce
Neominniza halophila est une espèce de pseudoscorpions de la famille des Garypinidae.

## Distribution
Cette espèce est endémique de la région de Coquimbo au Chili. Elle se rencontre vers La Serena.

## Description
Le mâle mesure 2,3 mm et la femelle 3,4 mm.

## Publication originale
- Beier, 1964 : Die Pseudoscorpioniden-Fauna Chiles. Annalen des Naturhistorischen Museums in Wien, vol. 67, p. 307-375 (texte intégral).